# Ain't I a Woman?

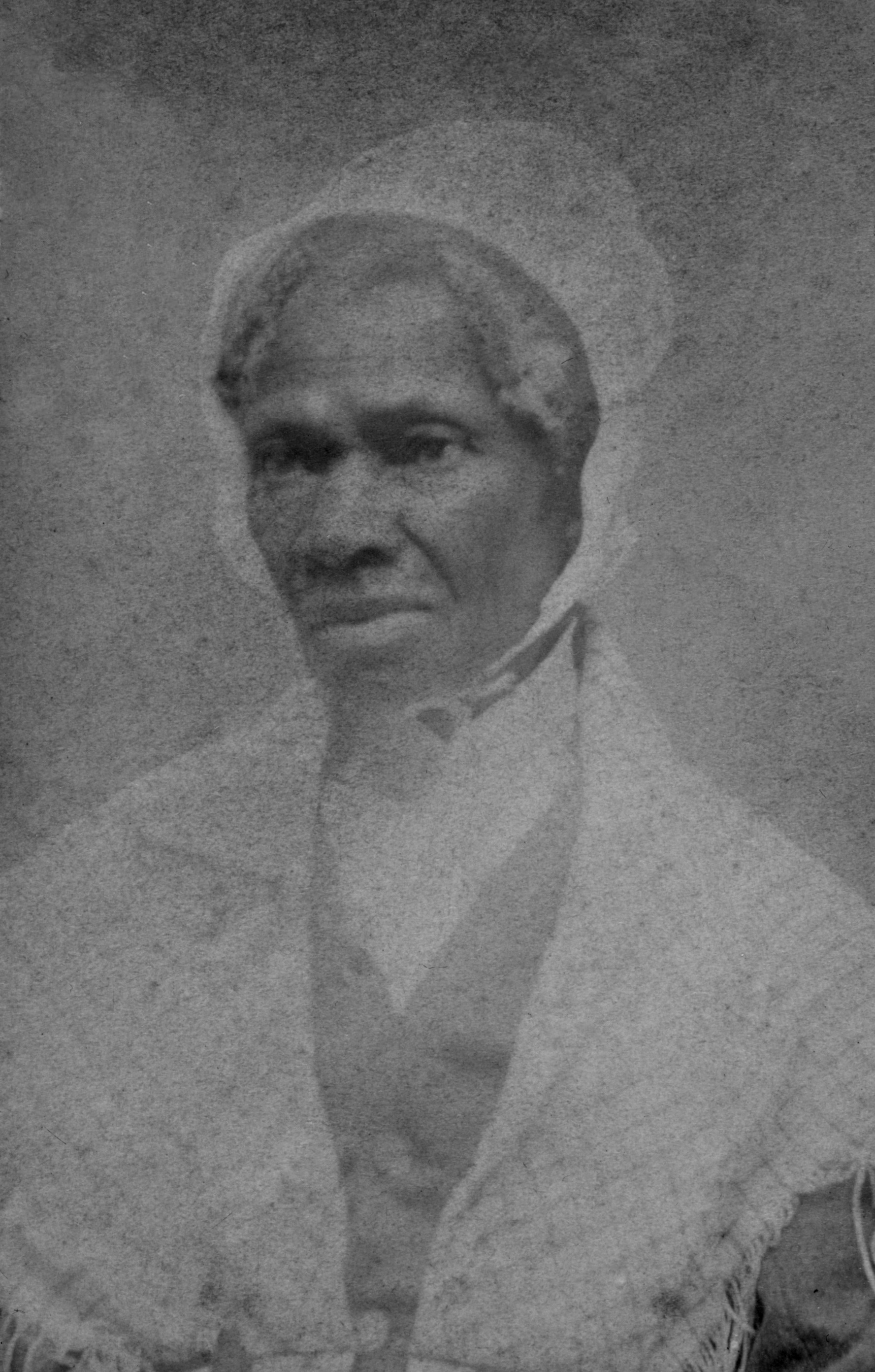
Sojourner Truth

"Ain't I a Woman?" (em português:  "E eu não sou uma mulher?") foi um discurso feito de improviso pela ex-escravizada Sojourner Truth, (c. 1797-1883, nascida Isabella em Nova Iorque), proferido na Convenção de Mulheres em Akron, Ohio, em 1851. Pouco depois de conquistar a liberdade em 1827, tornou-se uma conhecida oradora abolicionista.
Truth argumentou que enquanto a cultura estadunidense colocava  (metaforicamente) as mulheres brancas sobre um pedestal e lhes concediam certos "privilégios", como o de não ter de exercer atividades remuneradas por sua suposta inferioridade intelectual e física, esta atitude não era estendida às mulheres negras, acostumadas com o trabalho braçal. O discurso foi feito em resposta a um dos palestrantes do sexo masculino, o qual aparentemente estava na plateia.

## História

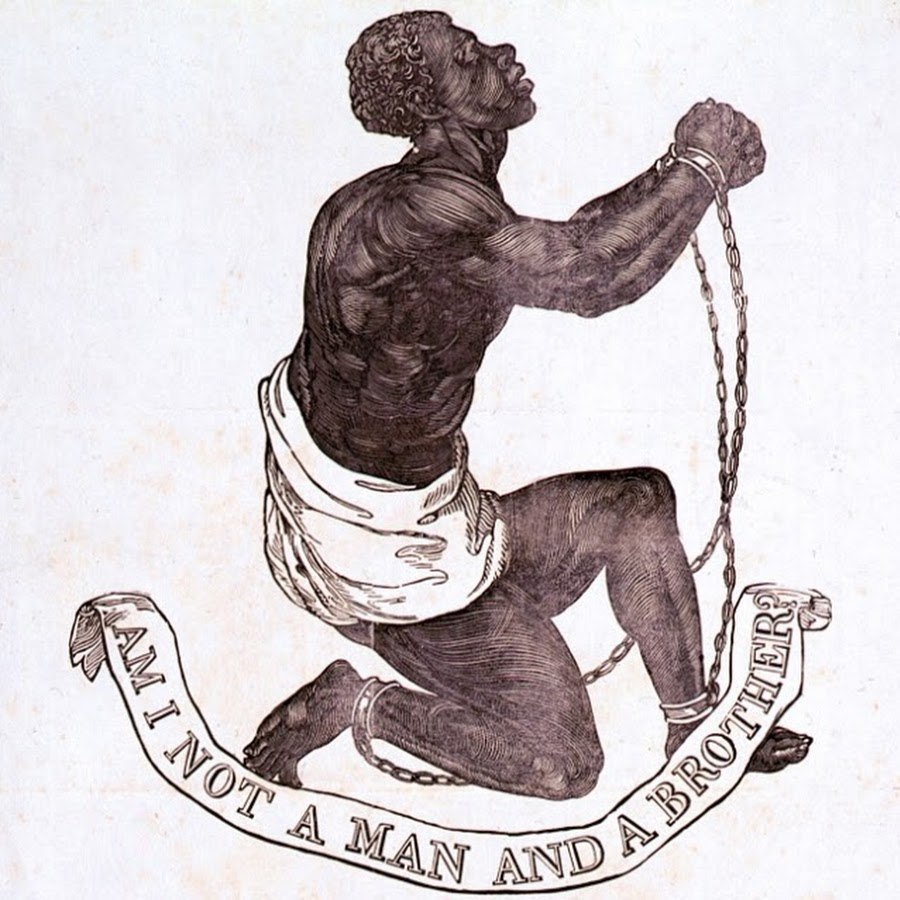
"Eu não sou um homem e um irmão?" - Medalhão de 1787 desenhado por Josiah Wedgwood para a campanha antiescravista britânica

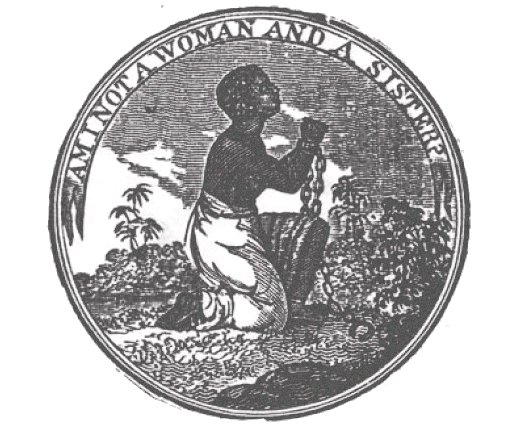
Imagem de c. 1830 de uma escravizada dizendo "Não sou uma mulher e uma irmã?"

A frase "Eu não sou um homem e um irmão?" foi usada pelos abolicionistas britânicos desde o final do século 18 para condenar a desumanidade da escravidão. Este lema masculino foi tornado feminino pela primeira vez na década de 1820 por abolicionistas britânicos, então, em 1830, o jornal abolicionista americano Genius of Universal Emancipation publicou a imagem de uma escrava perguntando "Não sou uma mulher e uma irmã?". Essa imagem foi amplamente republicada na década de 1830 e cunhada em uma moeda ou símbolo de cobre, mas sem o ponto de interrogação, para dar à pergunta uma resposta positiva. Em 1833, a ativista afro-americana Maria W. Stewart usou as palavras desse lema para defender os direitos das mulheres de todas as raças.

## Diferentes versões
Os primeiros relatos do discurso foram publicados pelo New York Tribune em 6 de junho de 1851, e pelo The Liberator cinco dias depois. Ambos os relatos foram breves, sem uma transcrição completa. A primeira transcrição completa foi publicada em 21 de junho no Anti-Slavery Bugle por Marcus Robinson, um abolicionista e editor de jornal que atuou como secretário de registro da convenção. A pergunta "Ain't I a Woman?" não aparece em seu relato.
Doze anos depois, em maio de 1863, Frances Dana Barker Gage publicou uma transcrição muito diferente. Nele, ela deu a Truth muitas das características de fala dos escravos do sul e incluiu um novo material que Robinson não havia relatado. A versão de Gage do discurso foi republicada em 1875, 1881 e 1889 e se tornou o padrão histórico. Esta versão é conhecida como "Ain't I a Woman?" após seu refrão frequentemente repetido. O estilo de falar de Truth não era como o dos escravos do sul; ela nasceu e foi criada em Nova Iorque e falava apenas holandês até os nove anos de idade.
As adições que Gage fez ao discurso de Truth incluem as ideias de que ela poderia suportar o chicote tão bem quanto um homem, que ninguém jamais lhe ofereceu a tradicional deferência cavalheiresca devida a uma mulher e que a maioria de seus 13 filhos foram vendidos como escravos . Acredita-se amplamente que Truth teve cinco filhos, com um vendido, e nunca se soube que teve mais filhos. Outras imprecisões no relato de Gage de 1863 conflitam com seu próprio relatório contemporâneo: Gage escreveu em 1851 que Akron em geral e a imprensa em particular eram amplamente amigáveis à convenção dos direitos da mulher, mas em 1863 ela escreveu que os líderes da convenção estavam com medo da multidão de oponentes. Outros relatos de testemunhas oculares do discurso de Truth contaram uma história diferente, uma em que todos os rostos estavam "radiantes de alegria" na sessão em que Truth falou; que nem "uma nota discordante" interrompeu a harmonia dos procedimentos. Em contraste com a versão posterior de Gage, Truth foi calorosamente recebida pelos frequentadores da convenção, a maioria dos quais eram abolicionistas de longa data, amigos das ideias progressistas de raça e direitos civis.

## O discurso

### Versão de 1851 por Robinson
Marcus Robinson, que assistiu à convenção e trabalhou com Truth, registrou a primeira versão do discurso na edição de 21 de junho de 1851 do Anti-Slavery Bugle.
| “ | Um dos mais singulares e interessantes discursos da convenção foi feito por Sojourner Truth, uma escrava alforriada. É impossível transcrevê-lo para o papel, ou exprimir qualquer ideia adequada do efeito que produziu sobre a plateia. Somente puderam apreciá-lo os que viram a forma poderosa dela, seu gestual devotado e sincero, e ouviram seu timbre forte e verdadeiro. Ela encaminhou-se para a frente até o tablado e dirigindo-se à presidente, disse com grande simplicidade: "Posso dizer umas poucas palavras?". Recebendo uma resposta afirmativa, ela prosseguiu: | ” |

| “ | Quero dizer umas poucas palavras sobre este assunto. Sou um direito de mulher [sic]. Tenho tantos músculos quanto qualquer homem, e posso trabalhar tanto quanto qualquer homem. Tenho arado e ceifado e cortado e aparado, e pode algum homem fazer mais do que isso? Tenho ouvido falar muito sobre igualdade dos sexos. Posso carregar tanto quanto qualquer homem, e posso comer tanto quanto também, se conseguir o que comer. Sou tão forte quanto qualquer homem. Quanto ao intelecto, tudo o que posso dizer é, se uma mulher possui uma medida, e um homem possui duas — por que ela não pode ter a sua medidazinha cheia? Vocês não precisam temer nos dar nossos direitos por medo de que queiramos demais, — porque não poderemos pegar mais do que nossa medida suporta. Os pobres homens parecem estar em total confusão e não sabem o que fazer. Porque, crianças, se têm direitos das mulheres, dêem-nos a elas e irão se sentir melhor. Vocês terão seus próprios direitos e eles não serão um grande problema. Não sei ler, mas sei ouvir. Ouvi a Bíblia e aprendi que Eva levou o homem a pecar. Bom, se a mulher subverteu o mundo, dêem-lhe a chance de colocá-lo na posição certa de novo. A senhora falou sobre Jesus, de como ele nunca desprezou as mulheres, e ela estava certa. Quando Lázaro morreu, Maria e Marta foram até ele com fé e amor e exortaram-no para que erguesse o irmão delas. E Jesus foi e Lázaro levantou-se. E como Jesus veio para o mundo? Através de Deus que o criou e da mulher que o deu à luz. Homem, qual foi o seu papel? Mas as mulheres estão discutindo sob as bênçãos de Deus e uns poucos homens se aproximaram delas. Mas o homem está num espaço apertado, o pobre escravo parte para cima dele, a mulher parte para cima dele, certamente ele está entre um falcão e uma águia. | ” |

### Versão de 1863 por Gage
Frances Gage registrou o discurso de Truth em History of Woman Suffrage no que, segundo ela, era o dialeto falado por Sojourner Truth (cuja língua  nativa era o holandês, então ainda usado em Nova Iorque). Como o dialeto soa estranho mesmo para um leitor moderno em inglês, faz-se necessária uma versão atualizada:
| “ | Bem, crianças, onde há muita confusão deve haver algo de errado. Penso que entre os negros do Sul e as mulheres do Norte, todos falando sobre direitos, os homens brancos vão muito em breve ficar num aperto. Mas sobre o que todos aqui estão falando? Aquele homem ali diz que as mulheres precisam ser ajudadas a entrar em carruagens, e erguidas para passar sobre valas e ter os melhores lugares em todas as partes. Ninguém nunca me ajudou a entrar em carruagens, a passar por cima de poças de lama ou me deu qualquer bom lugar! E eu não sou uma mulher? Olhem pra mim! Olhem pro meu braço! Tenho arado e plantado, e juntado em celeiros, e nenhum homem poderia me liderar! E eu não sou uma mulher? Posso trabalhar tanto quanto e comer tanto quanto um homem - quando consigo o que comer - e aguentar o chicote também! E eu não sou uma mulher? Dei à luz treze filhos, e vi a grande maioria ser vendida para a escravidão, e quando eu chorei com minha dor de mãe, ninguém, a não ser Jesus me ouviu! E eu não sou uma mulher? Então eles falam sobre essa coisa na cabeça; como a chamam mesmo? [alguém na plateia sussurra, "intelecto"] É isso, meu bem. O que isso tem a ver com os direitos das mulheres ou dos negros? Se a minha xícara não comporta mais que uma medida, e a sua comporta o dobro, você não vai deixar que a minha meia medidazinha fique completamente cheia? Depois aquele homenzinho de preto ali disse que as mulheres não podem ter tantos direitos quanto os homens, porque Cristo não era mulher! De onde o seu Cristo veio? De onde o seu Cristo veio? De Deus e de uma mulher! O homem não teve nada a ver com Ele. Se a primeira mulher feita por Deus teve força bastante para virar o mundo de ponta-cabeça sozinha, estas mulheres juntas serão capazes de colocá-lo na posição certa novamente! E agora que elas estão querendo fazê-lo, é melhor que os homens permitam. Obrigado aos que me ouviram, e agora a velha Sojourner não tem mais nada a dizer. | ” |

Gage descreveu o resultado:
| “ | Em meio a um bramido de aplausos, ela voltou ao seu canto deixando muitas de nós com os olhos cheios de lágrimas, e os corações repletos de gratidão. Ela havia nos tomado em seus braços fortes e nos carregado em segurança sobre um charco de dificuldades, virando totalmente a maré a nosso favor. Eu nunca antes em minha vida havia visto algo como a influência mágica que subjugou o espírito de desordem daquele dia, e transformou as zombarias e ironias de uma multidão excitada em comentários de respeito e admiração. Centenas afluíram para apertar as mãos dela, e congratular a velha mãe gloriosa, e desejar-lhe sucesso em sua missão de "testemunhar contra a maldade desta gente". | ” |

## Legado
Não existe uma versão oficial única e indiscutível do discurso de Truth. Robinson e Truth eram amigos que trabalharam juntos tanto na abolição da escravidão quanto nos direitos das mulheres, e seu relato é estritamente sua lembrança, sem comentários adicionais. Desde que a versão de Robinson foi publicada no Anti-Slavery Bugle, o público se preocupa mais com os direitos dos afro-americanos do que com as mulheres; é possível que a versão de Robinson seja moldada para seu público. Embora Truth tenha colaborado com Robinson na transcrição de seu discurso, Truth não ditou sua escrita palavra por palavra.
A versão mais amplamente divulgada do discurso foi escrita por Gage anos depois do fato, mas não há relatos de Gage trabalhando com Truth na transcrição. Gage retrata Truth usando um dialeto do sul, que os primeiros relatos do discurso não mencionam. Diz-se que Truth se orgulhava de seu inglês falado, e ela nasceu e foi criada no estado de Nova Iorque, falando apenas holandês até os 9 anos de idade. O dialeto na versão de 1863 de Gage é menos severo do que em sua versão posterior do discurso que ela publicou em 1881. Além disso, a multidão a que Truth se dirigiu naquele dia consistia principalmente de mulheres brancas privilegiadas. Na lembrança de Gage, ela descreve que a multidão não queria que Truth falasse porque não queria que as pessoas confundissem a causa do sufrágio com a abolição, apesar de muitos relatos de que Truth foi recebida com respeito. Embora a versão de Gage forneça um contexto adicional, ela é escrita como uma narrativa: ela adiciona seu próprio comentário, criando uma cena inteira do evento, incluindo as reações do público. Como a versão de Gage é construída principalmente em sua interpretação e na maneira que ela escolheu para retratá-la, , ela não pode ser considerada uma representação pura do evento.